# Prensa en Nicaragua
En Nicaragua la prensa escrita como diario comienza en el siglo XIX, siendo el “Diario de Nicaragua” el "primer diario de Nicaragua", su primera publicación se realizó el 1 de marzo de 1884 en la ciudad de Granada. Su fundador y director fue Rigoberto Cabezas reconocido como fundador del Diarismo Nicaragüense.

## Diarios extintos

### Barricada (Nicaragua)
Barricada fue el periódico oficial del Frente Sandinista de Liberación Nacional desde 1979 hasta 1998. El periódico se lanzó poco después del triunfo de la Revolución Sandinista el 19 de julio de 1979 y sirvió como medio de comunicación, propaganda e ideología del partido gobernante.
Tras la derrota electoral de Daniel Ortega el 25 de febrero de 1990, el FSLN entregó el poder el 25 de abril y el periódico pasó por un proceso de adaptación como medio de oposición, pero una política gubernamental junto a grupos económicos poderosos de no publicitarse en el medio terminaron por ahogarlo, siendo cerrado en 1998.

### El Nuevo Diario (Nicaragua)
El Nuevo Diario fue un periódico de edición nacional, sus oficinas estaban ubicadas en Managua. Fue el diario de mayor circulación en el país.
Fue fundado el 19 de mayo de 1980 por trabajadores procedentes del diario La Prensa, que eran críticos con la línea editorial de mismo, próxima a La Contra, y cercanos a la causa sandinista. A instancias del que fuera su el director fundador, Danilo Aguirre Solís, Xavier Chamorro Cardenal aceptó las ideas que los trabajadores fundadores del nuevo periódico participaran en la empresa comprando acciones con el dinero de sus liquidaciones.
Cesó de circular el 27 de septiembre de 2019 en el contexto de las protestas que contra el gobierno de Daniel Ortega desde abril de 2018 en el que la línea editorial del periódico se mostró alineada con los grupos que las protagonizaban.

### La Jornada (Managua)
Con sede en la capital, Managua, La Jornada se fundó en 1986 como un programa de noticias en radio. En 1996 pasó a ser una revista mensual y, desde 2005, funciona únicamente como un periódico digital.

### La Prensa (Nicaragua)
El Diario La Prensa fue un periódico publicado de circulación nacional. De corte independiente, fue fundado el 2 de marzo de 1926, su director más emblemático fue el doctor Pedro Joaquín Chamorro Cardenal. Ha sido uno de los diarios más importantes del país y de mayor circulación, ronda 42.000 copias.
Debido a las circunstancias económicas en las que se encontraba el periódico y las subsecuentes retenciones a insumos hechas por la Dirección General de Servicios Aduaneros (DGA), la versión impresa fue descontinuada el 12 de agosto de 2021, al día siguiente 13 de agosto, la Policía Nacional de Nicaragua allanó las instalaciones del periódico durante una requisa de la DGA.  Desde entonces es solamente un periódico digital.

## Diarios actuales
Nicaragua, es uno sino es el único país del mundo en donde no circulan periódicos diarios impresos debido a la política de censura y de represión a las libertades públicas por parte del régimen dictatorial de Daniel Ortega y su mujer Rosario Murillo con el apoyo cómplice de las cúpulas de la Policía Nacional de Nicaragua y el Ejército de Nicaragua.